# Lụa tơ sen

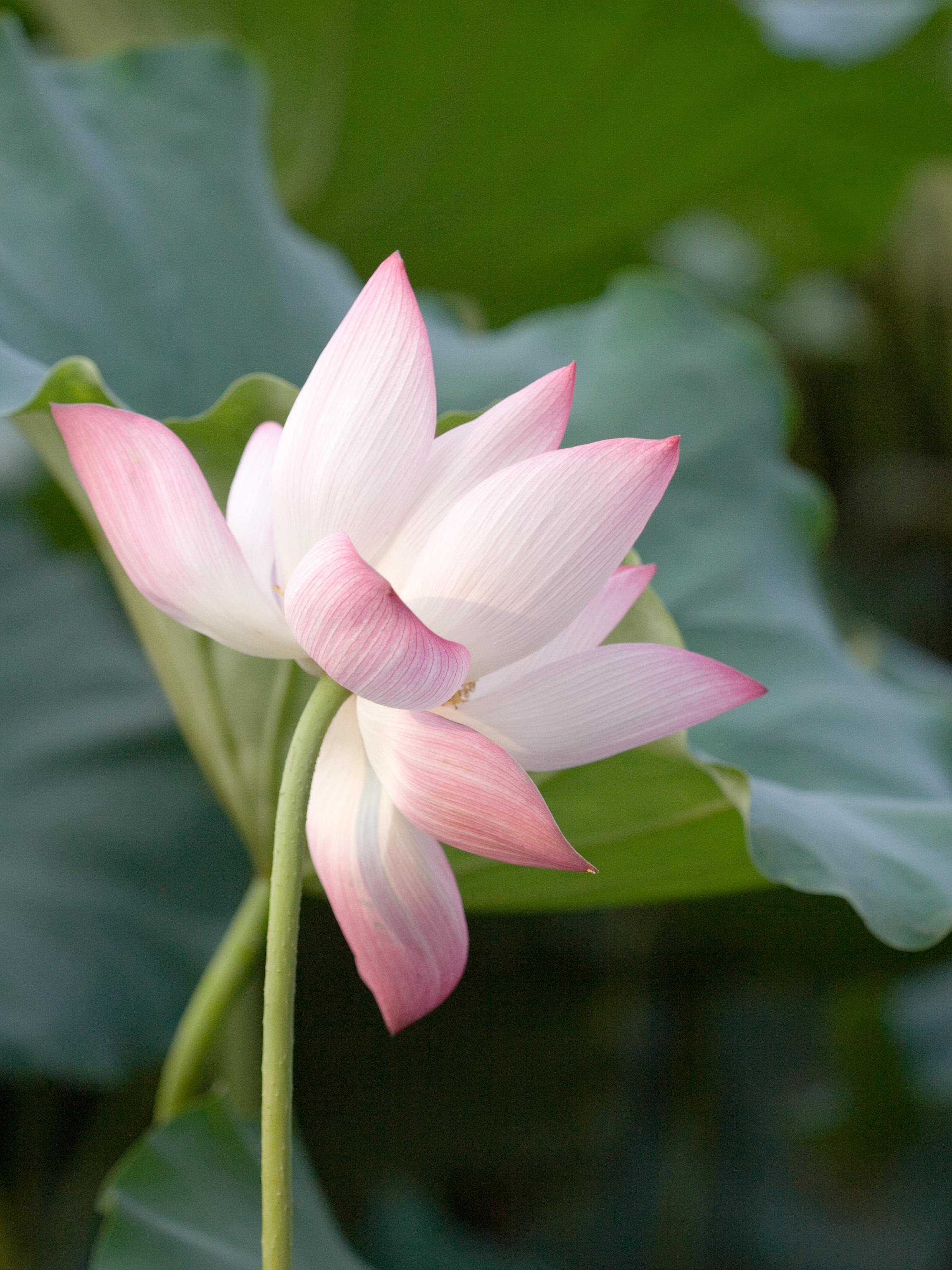
Hoa và cuống của sen hồng, loài sen được sử dụng để làm lụa tơ sen.

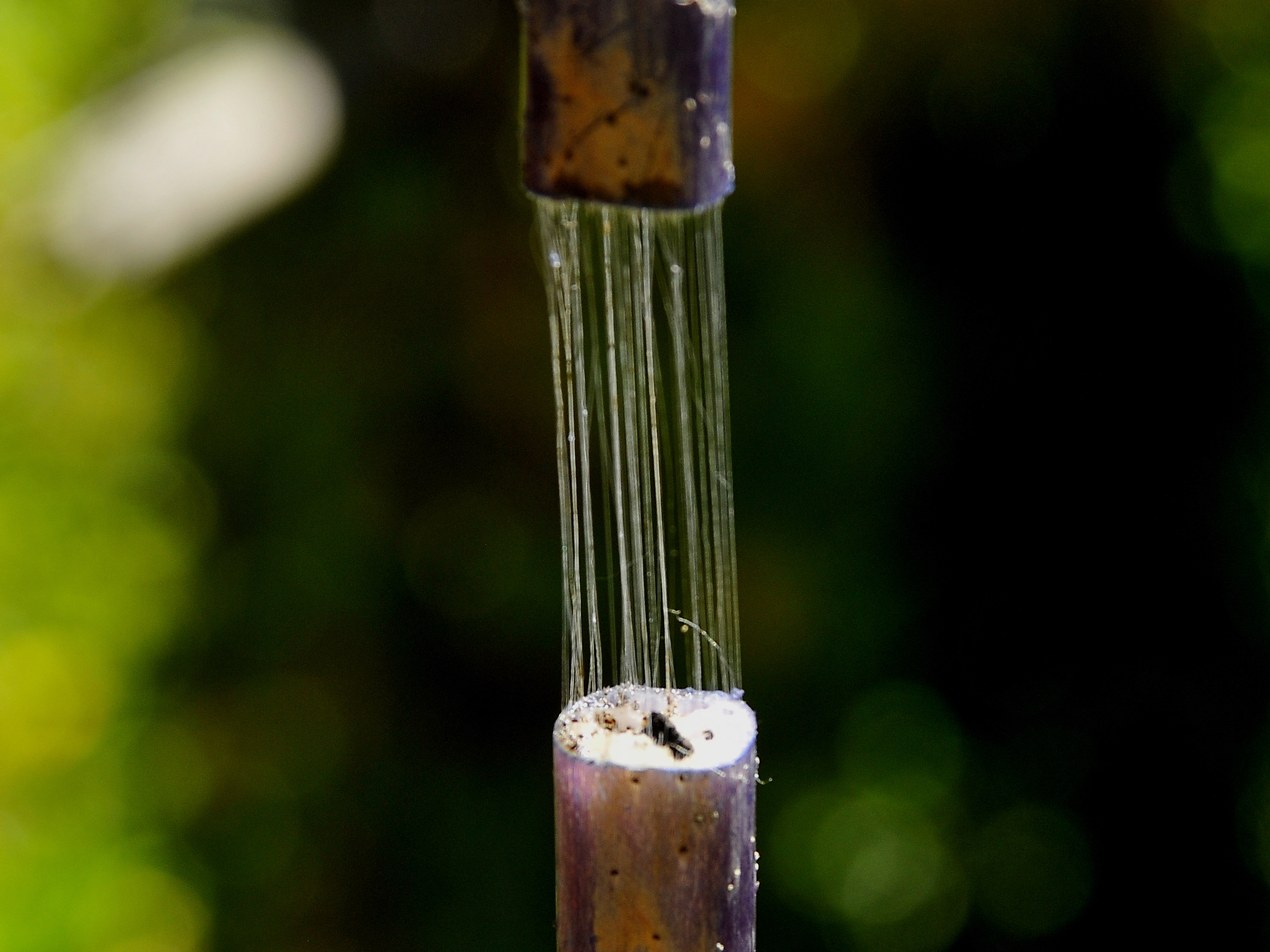
Từng sợi sen nhỏ được kéo ra từ cuống sen được dùng để dệt nên lụa tơ sen.

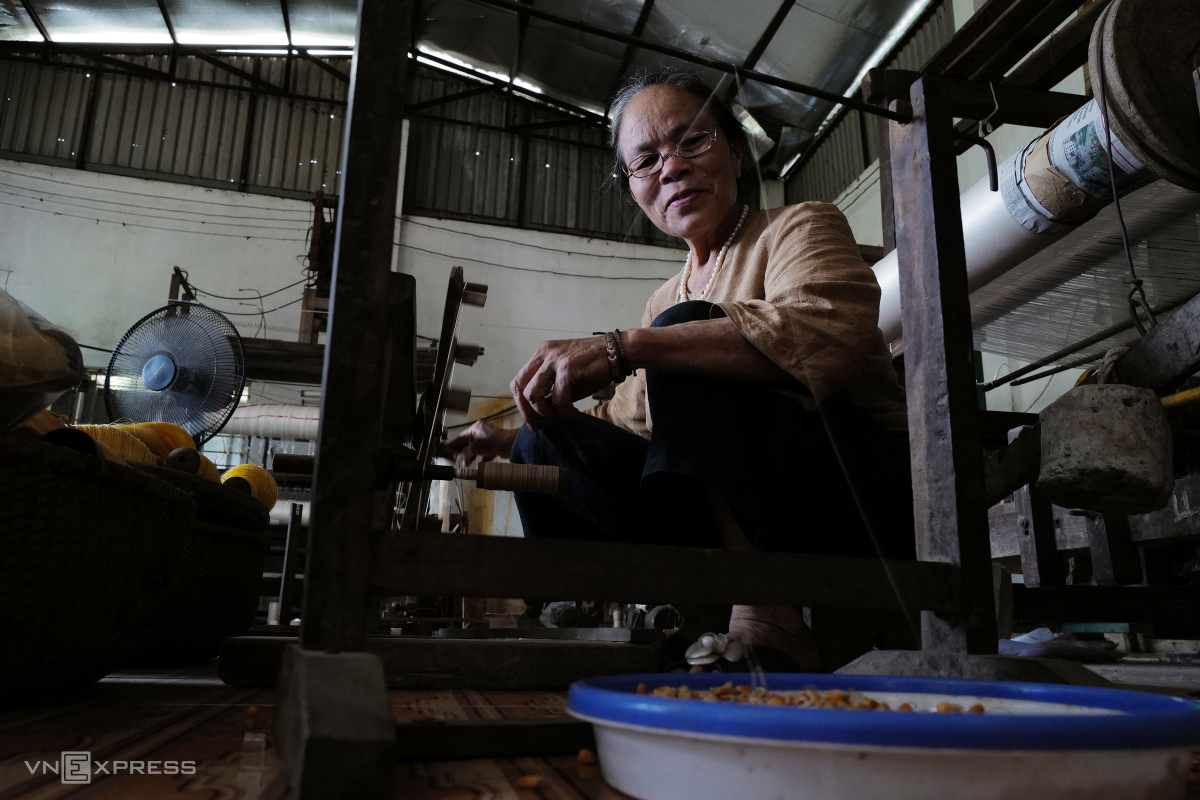
Nghệ nhân ở Việt Nam đang kéo sợi tơ sen.

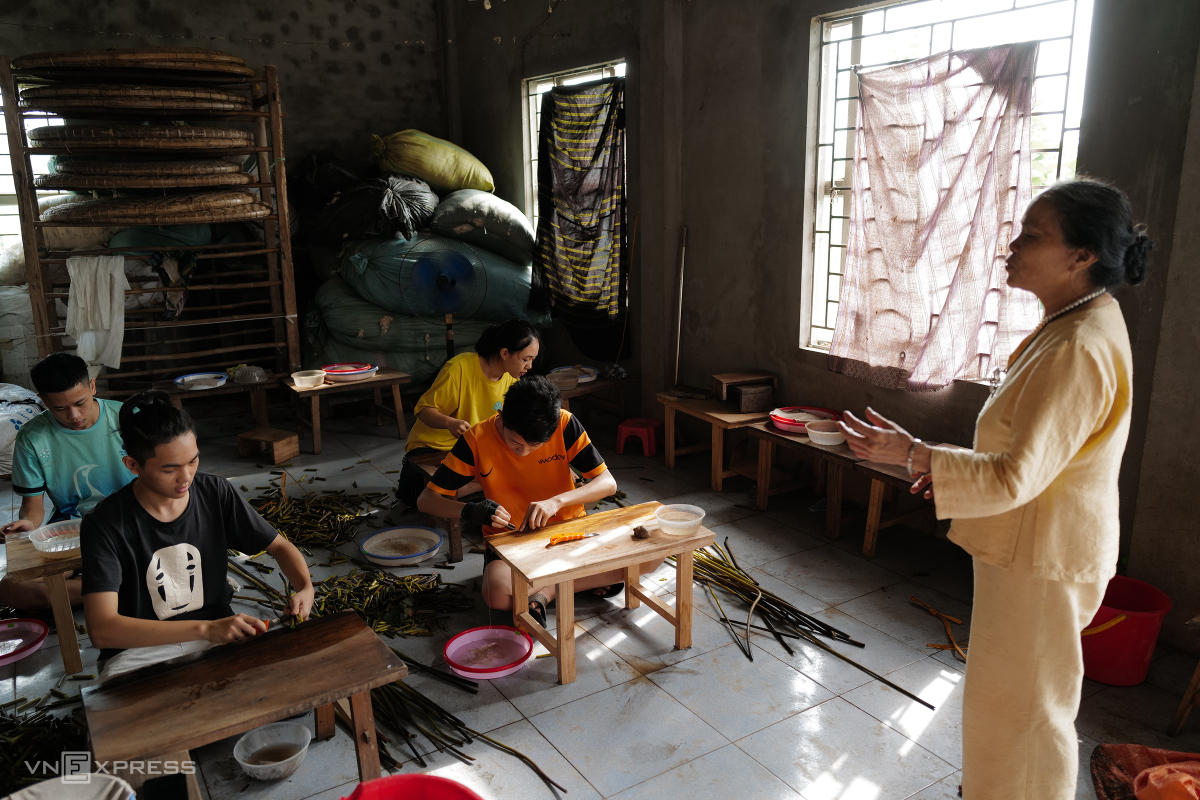
Nghệ nhân Việt Nam dạy cách làm lụa tơ sen

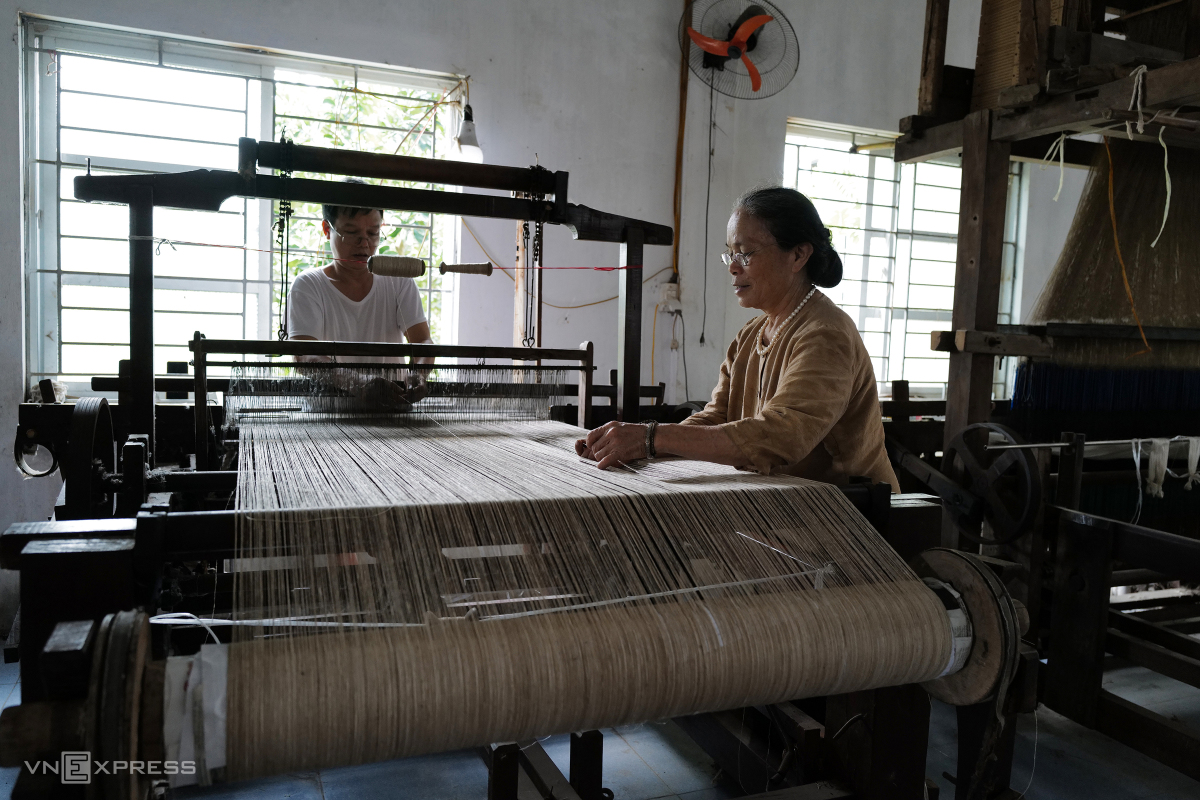
Nghệ nhân Việt Nam dùng khung dệt để dệt lụa tơ sen

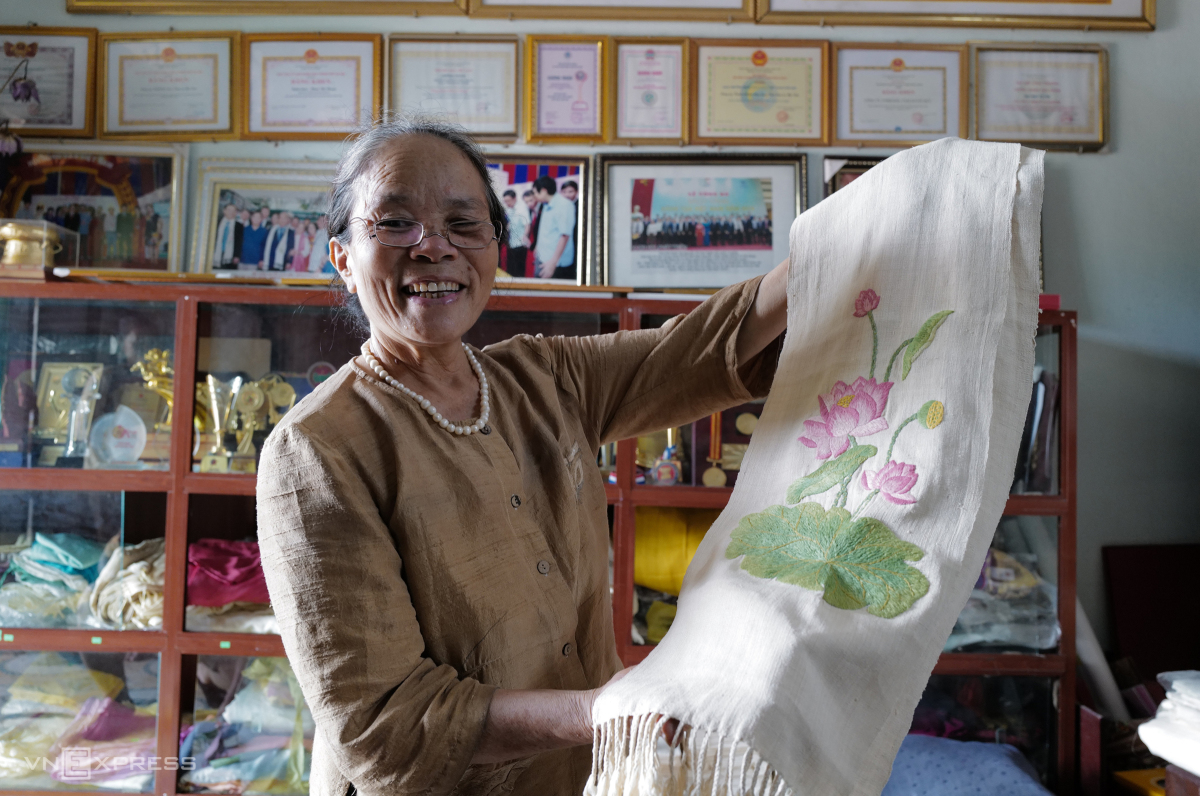
Một tấm khăn choàng lụa tơ sen ở Việt Nam

Lụa tơ sen (tiếng Miến Điện: ပိုးကြာချည် hay Tiếng Anh: Lotus thread, n.đ. 'chỉ sen') hay đơn giản là lụa sen là một loại vải được dệt bằng sợi kéo từ cuống sen. Loại vải này ban đầu có nguồn gốc từ Myanmar (Miến Điện), nay còn được dệt bởi những tiểu thương thủ công nghiệp quy mô nhỏ ở Việt Nam. Do đặc tính phức tạp và thâm dụng lao động của việc làm và dệt tơ sen, lụa tơ sen được coi là một trong những loại vải đắt nhất trên thế giới. 
Lụa tơ sen Myanmar sử dụng sợi từ padonma kya (ပဒုမ္မာကြာ), hay sen hồng, loài sen này có hoa to, màu hồng và có mùi thơm. Cuống sen được lấy từ hồ Inle nằm ở bang Shan, và khắp Myanmar, bao gồm vùng Mandalay (hồ Sunye ở thị trấn Sintgaing); vùng Bago (hồ Inma Lake ở thị trấn Thegon); vùng Magway (hồ Wetthe và hồ tự nhiên Salin ở thị trấn Salin; vùng Sagaing (hồ Kandaunggyi ở thị trấn Taze).

## Lịch sử

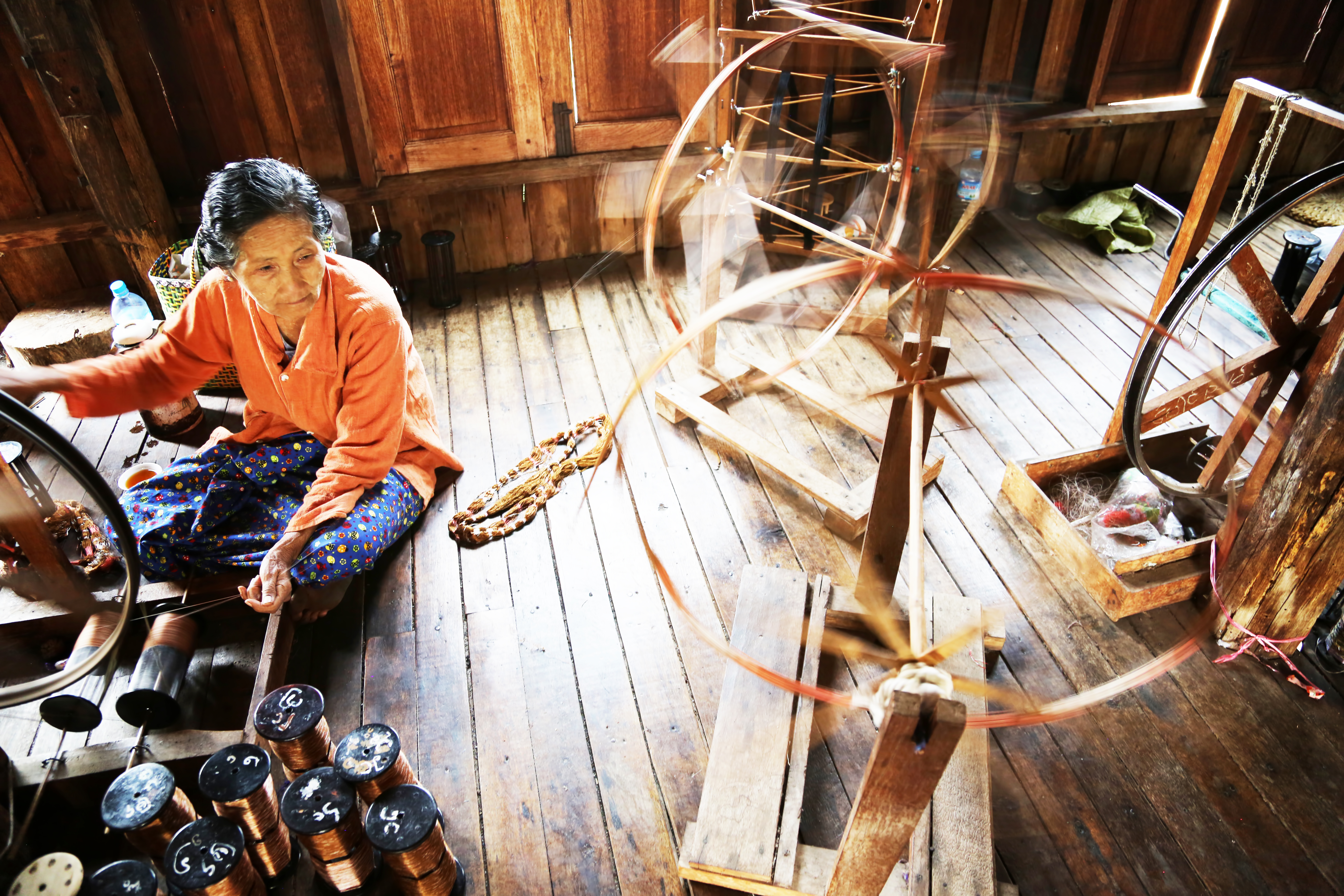
Một thợ dệt ở hồ Inle đang kéo tơ sen.

Dệt tơ sen có nguồn gốc từ hồ Inle nằm tại bang Shan và được phát minh bởi một người phụ nữ Intha tên Sa Oo sống ở làng Kyaingkhan vào đầu những năm 1900. Bà dệt một chiếc áo cà-sa bằng tơ sen, được gọi là kya thingan (ကြာသင်္ကန်း), để  tặng cho vị sư trụ trì của một ngôi chùa địa phương, và tặng một chiếc áo cà-sa tương tự cho một bức tượng đệ tử Thích-ca Mâu-ni tại chùa Phaung Daw U. Việc dệt áo cà-sa là một truyền thống lâu đời ở Myanmar; trong lễ hội Tazaungdaing, cuộc thi dệt áo cà-sa được tổ chức ở nhiều ngôi chùa lớn.

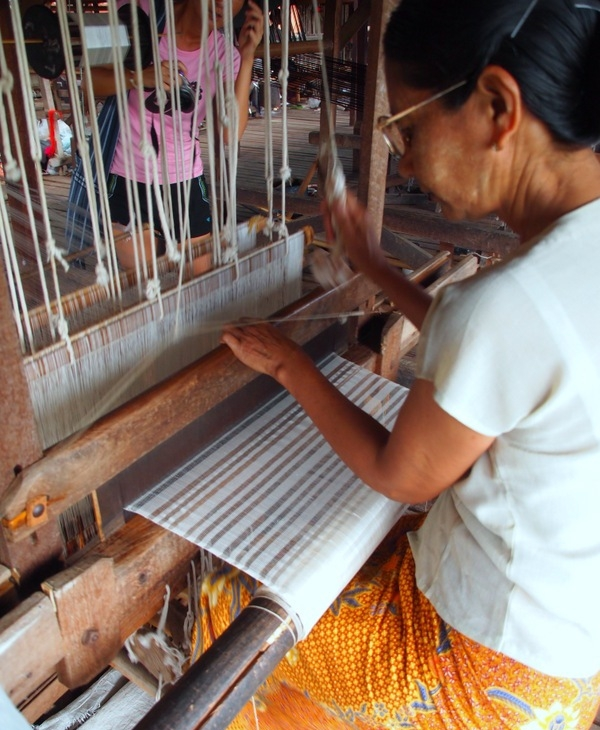
Một thợ dệt Myanmar dùng khung dệt thủ công để dệt lụa tơ sen.

Phong tục này cuối cùng cũng biến mất sau cái chết của bà Sa Oo, nhưng sau đó được hồi sinh bởi con cháu của bà, Tun Yee và Ohn Kyi, họ thành lập một tập đoàn để hiện đại hóa và hệ thống hóa phong tục dệt lụa tơ sen.
Năm 2017, Bà Phan Thị Thuận, 70 tuổi, một thợ dệt ở Hà Nội, đem phong tục dệt lụa tơ sen đến Việt Nam. Bà đã nghiên cứu làm thành công lụa tơ sen. Để kéo được 25 kg sợi tơ, bà cần 100 tấn thân sen.

## Ứng dụng

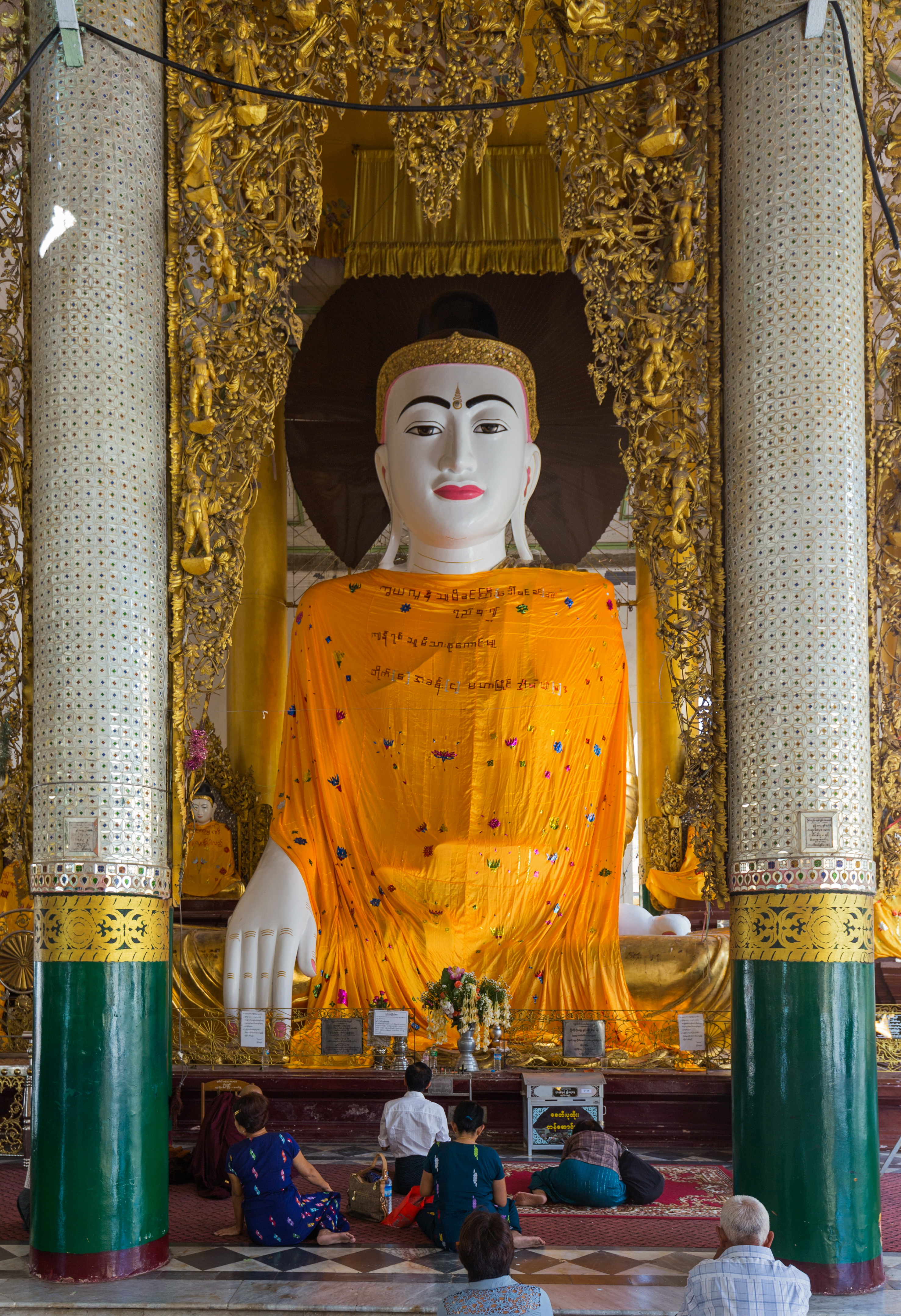
Một bức tượng Phật tại chùa Shwedagon mặc một chiếc áo cà-sa lụa tơ sen màu nghệ, trên áo được thêu những bông hoa sen để trang trí.

Lụa tơ sen ban đầu được sử dụng để dệt áo cà-sa như một món quà cho tượng Phật hoặc các nhà sư Phật giáo, nhưng ngày nay lụa tơ sen còn được sử dụng để dệt nhiều loại quần áo khác nhau, hay kể cả khăn và mũ. Loro Piana, một công ty quần áo sang trọng, đã nhập khẩu lụa tơ sen Myanmar để làm áo khoác và nhiều sản phẩm quần áo khác từ năm 2010.